# فريد روتن
فريد روتن (Fred Rutten) (5 ديسمبر 1962 في فايخن في هولندا – )؛ هو لاعب كرة قدم كان يلعب كمدافع. يلعب مع منتخب هولندا لكرة القدم منذ عام 1988.

## مسيرته الكروية
لعب فريد روتن خلال مسيرته الاحترافية مع نادِ واحدٍ في ثلاثة عشر موسمًا وسجل خلالها 12 هدفًا ضمن 304 مباراة. ولم يفز بأي موسم بالكأس أو بالدوري.
خاض فريد روتن مسيرته مع نادي تفينتي أنشخيدة في موسم 1979–80 ليلعب معه ثلاثة عشر موسمًا، مشاركًا في 304 مباراة سجل خلالها 12 هدفًا.

## وصلات خارجية
- فريد روتن على موقع قاعدة بيانات كرة القدم.إي يو (الإنجليزية)
- فريد روتن على موقع ناشيونال فوتبول تيمز (الإنجليزية)
- فريد روتن على موقع عالم كرة القدم.نت (الإنجليزية)